# Michail Petrowitsch Popow

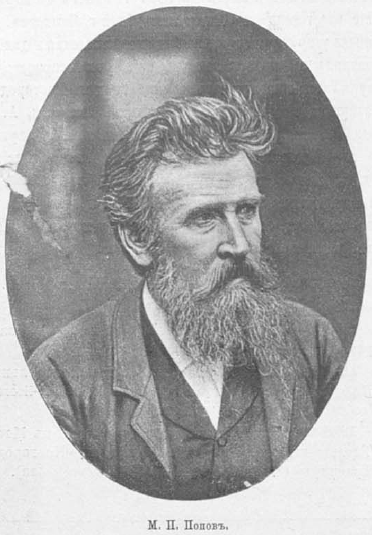
Michail Petrowitsch Popow (circa 1880)

Michail Petrowitsch Popow (russisch Михаил Петрович Попов; * 23. Augustjul. / 4. September 1837greg. in St. Petersburg; † 1898) war ein russischer Bildhauer.

## Leben
Popow studierte an der Kaiserlichen Akademie der Künste (IACh) bei Nikolai Pimenow. Für seine Werke erhielt Popow 1859 eine Kleine Silbermedaille und 1860 eine Große Silbermedaille. 1861 wurde er zum Goldmedaillen-Wettbewerb zugelassen. Für die Statue eines Schnitters gewann er 1862 eine Kleine Goldmedaille. 1864 schuf er ein Basrelief mit Josef, der in Ägypten im Gefängnis Träume deutet. Erst 1866 gewann er mit dem Basrelief der Penelope mit ihren Freiern die Große Goldmedaille, verbunden mit der Ernennung zum Klassischen Künstler I. Klasse und dem Anrecht auf ein sechsjähriges Auslandsreisestipendium der IACh.
Popow besuchte Berlin, Wien, Venedig, Neapel und lebte und arbeitete dann in Rom. Seine Statuen eines koketten Mädchens und eines Mandoline spielenden Fischers präsentierte er auf der IACh-Ausstellung 1872, worauf er die Ernennung zum Akademiker, eine Geldprämie von 2000 Rubel und eine zweijährige Verlängerung des Stipendiums erhielt. 1876 schuf er die Statue der Phryne vor Gericht, die bald darauf in Marmor angefertigt wurde und ihm die Ernennung zum Professor einbrachte.
Nach seiner Rückkehr nach St. Petersburg 1878 schuf Popow die Statue der Kleopatra und 1881 einige Büsten. 1882 ging er erneut ins Ausland, um insbesondere eine Marmor-Büste Kaiser Alexanders II. anzufertigen.
1892 beschloss die Odessaer Stadtduma die Genehmigung des Projekts des Odessaer Architekten Juri Dmitrenko für das Katharinendenkmal, in Erinnerung an Odessas Gründerin Katharina II. und ihre Mitstreiter José de Ribas, François Sainte de Wollant, Grigori Potjomkin und Platon Subow. 1893 erfolgte nach dem Bericht des Innenministers die kaiserliche Zustimmung. 1894 wurde der Grundstein gelegt. Popow modellierte die Skulpturen des Denkmals, wofür er 10.000 Rubel erhielt. Den Aufbau des Denkmals und die Bronze-Abgüsse führten Boris Eduards und Leopoldo Menzione durch. Das Denkmal auf dem Katharina-Platz in Odessa wurde 1900 am 100. Todestag Alexander Suworows eingeweiht. Nach der Februarrevolution 1917 wurde das Denkmal verhüllt und nach der Oktoberrevolution 1920 demontiert. Die Statuen der Mitstreiter Katharinas kamen ins Museum, während die Katharina-Statue teilweise zerstört wurde. 1965 wurde am Ort des Denkmals zum 60. Jahrestag des Aufstands der Matrosen des Panzerkreuzers Potjomkin ein Denkmal für den Matrosenaufstand errichtet. Nach ersten vergeblichen Bemühungen Ilja Glasunows beschloss der Odessaer Stadtrat 1995 den Wiederaufbau des Katharina-Denkmals, was aber vom Präsidenten der unabhängig gewordenen Ukraine Leonid Kutschma verhindert wurde. 2006 unter Kutschmas Nachfolger Wiktor Juschtschenko griffen die Odessaer Behörden den Plan zum Wiederaufbau des Katharina-Denkmals wieder auf. Am 27. Oktober 2007 wurde analog zur Einweihungsfeier 1900 das restaurierte Katharina-Denkmal auf dem Katharina-Platz feierlich eingeweiht. Das Matrosenaufstandsdenkmal war vorher versetzt worden. Im April 2019 wies das Oberste Gericht der Ukraine die Klagen gegen die Entfernung des Matrosenaufstandsdenkmals vom Katharina-Platz zugunsten des Katharina-Denkmals endgültig ab.

## Werke (Auswahl)

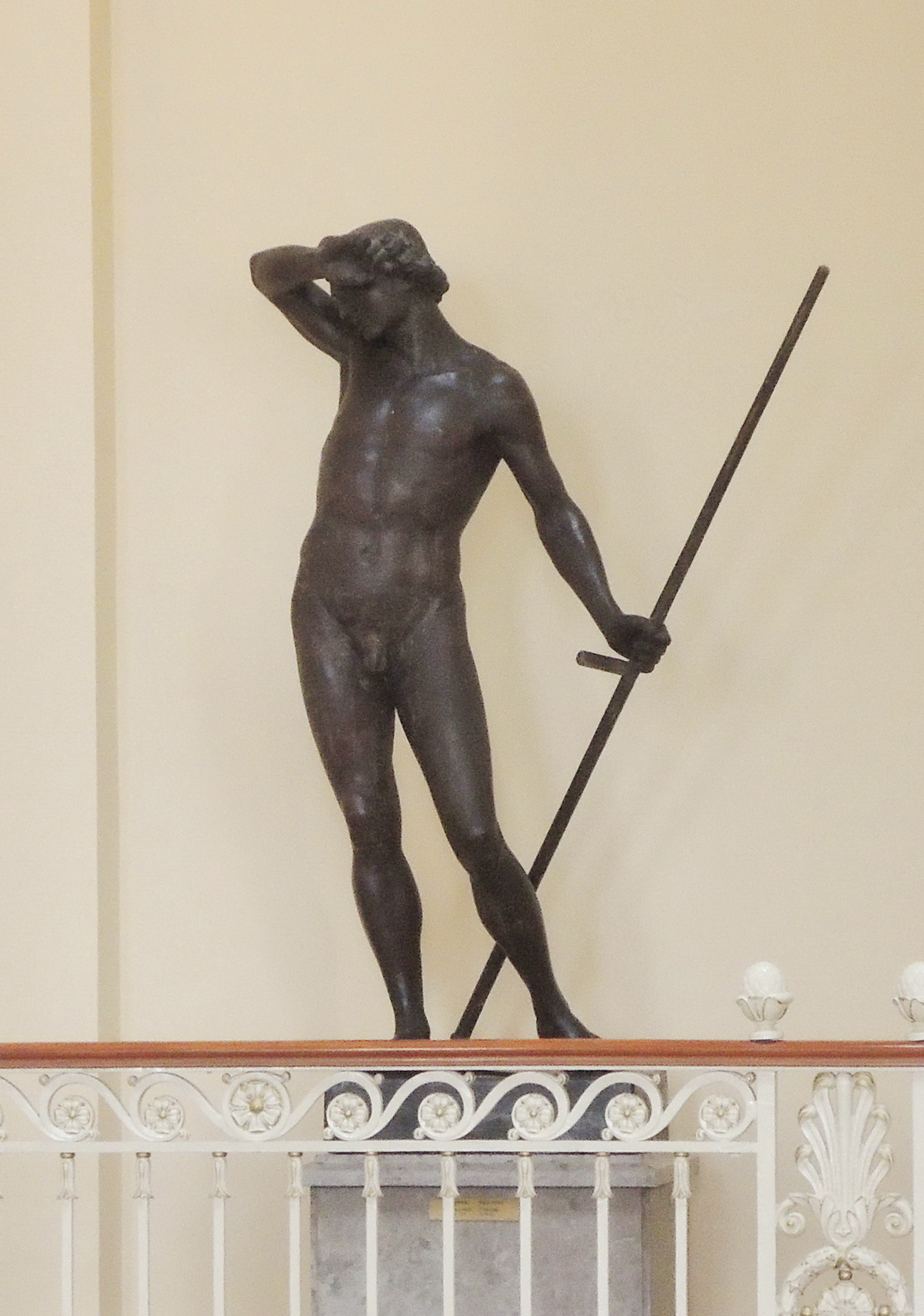
Schnitter (Russisches Museum)
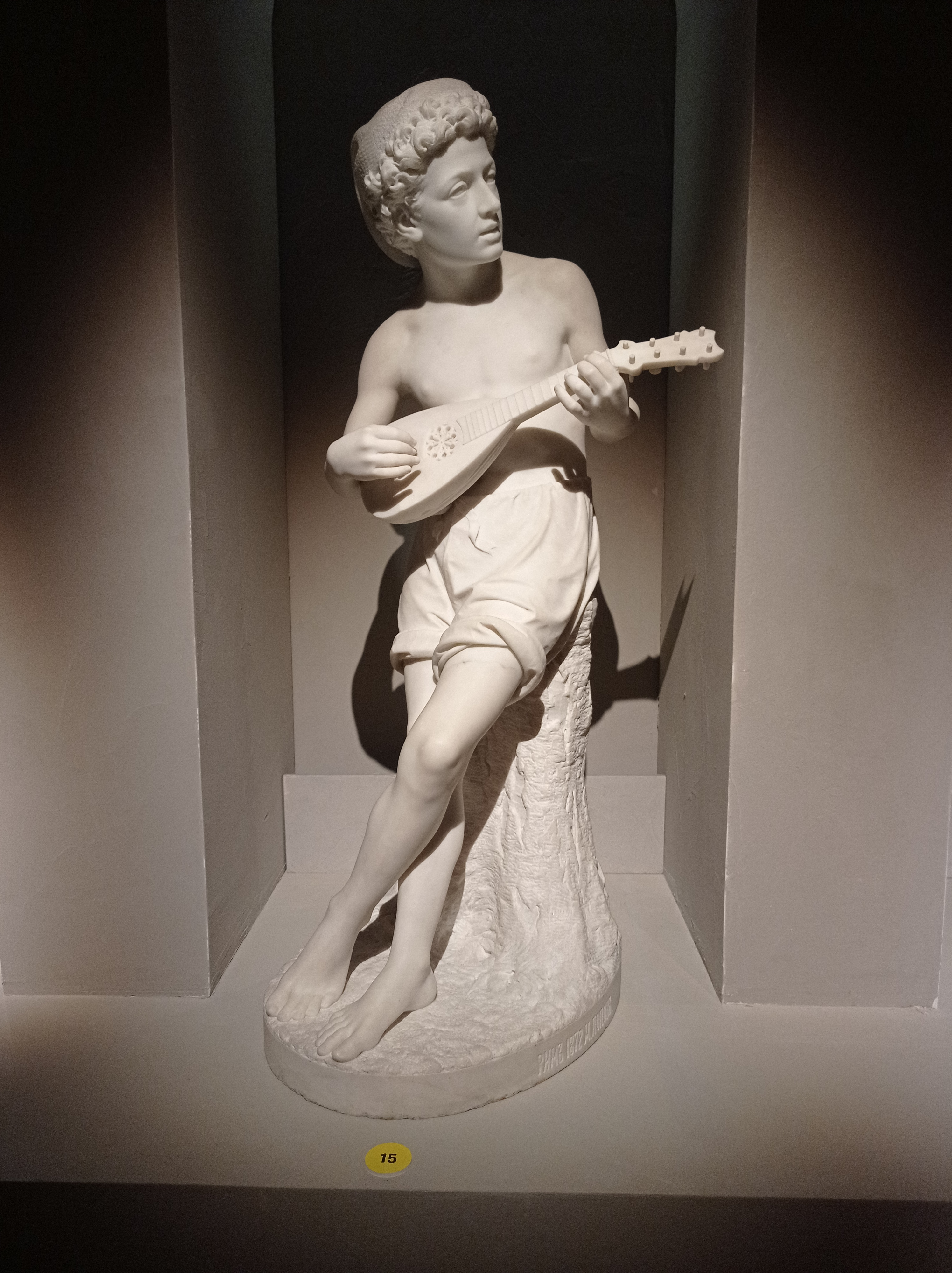
Mandoline spielender Fischer
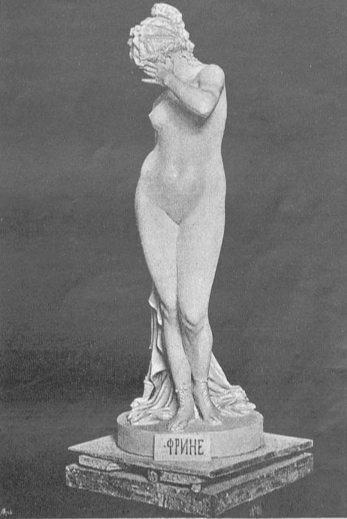
Phryne
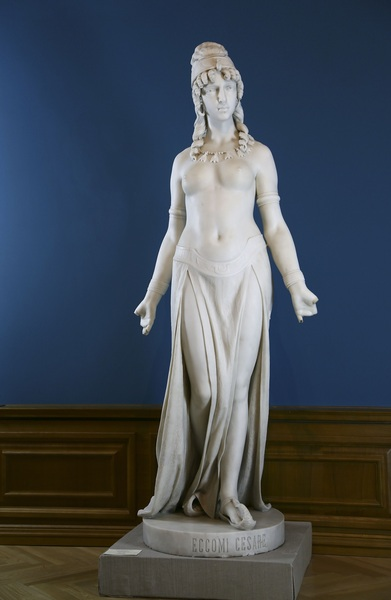
Kleopatra
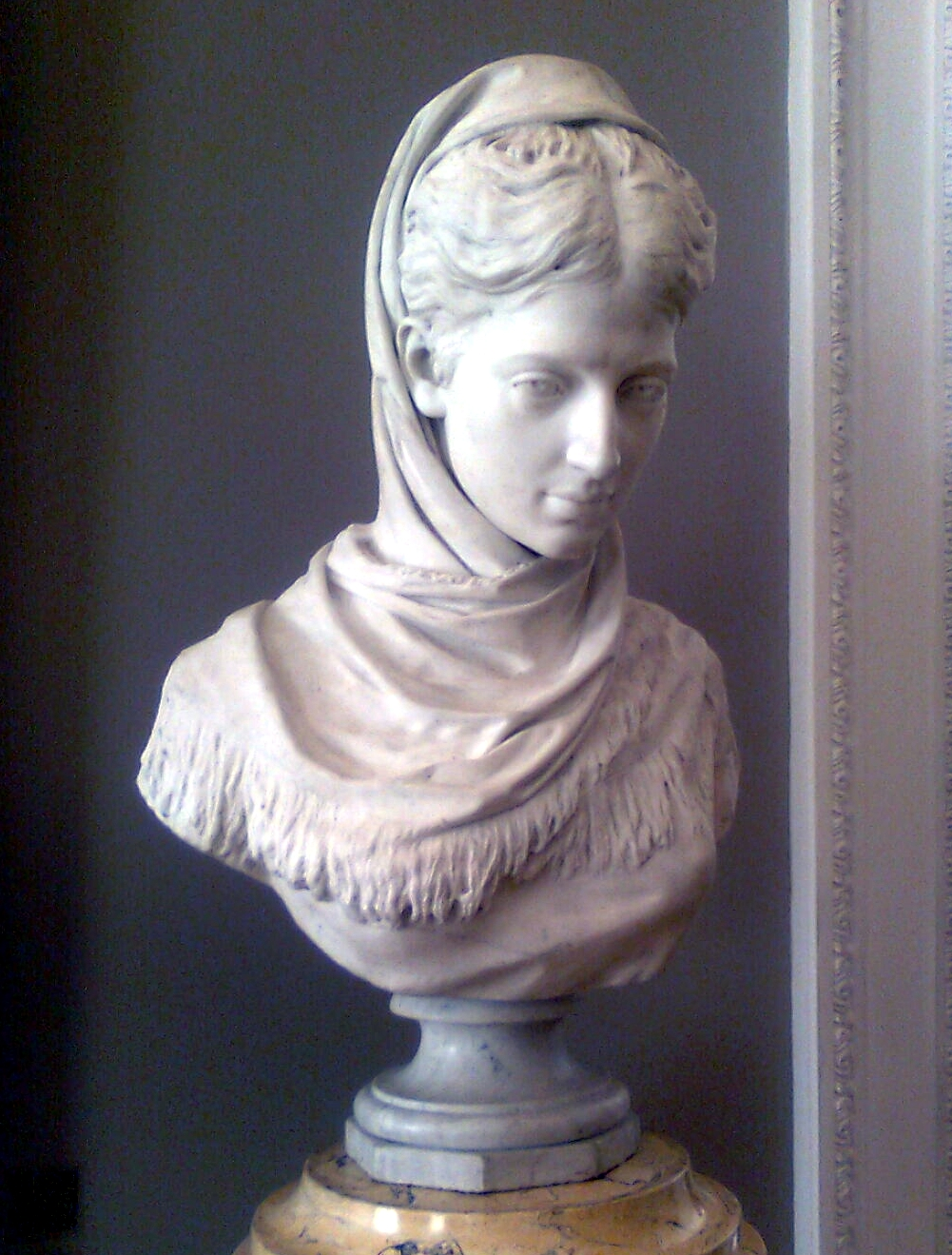
Unbekannte (Russisches Museum)

## Katharina-Denkmal

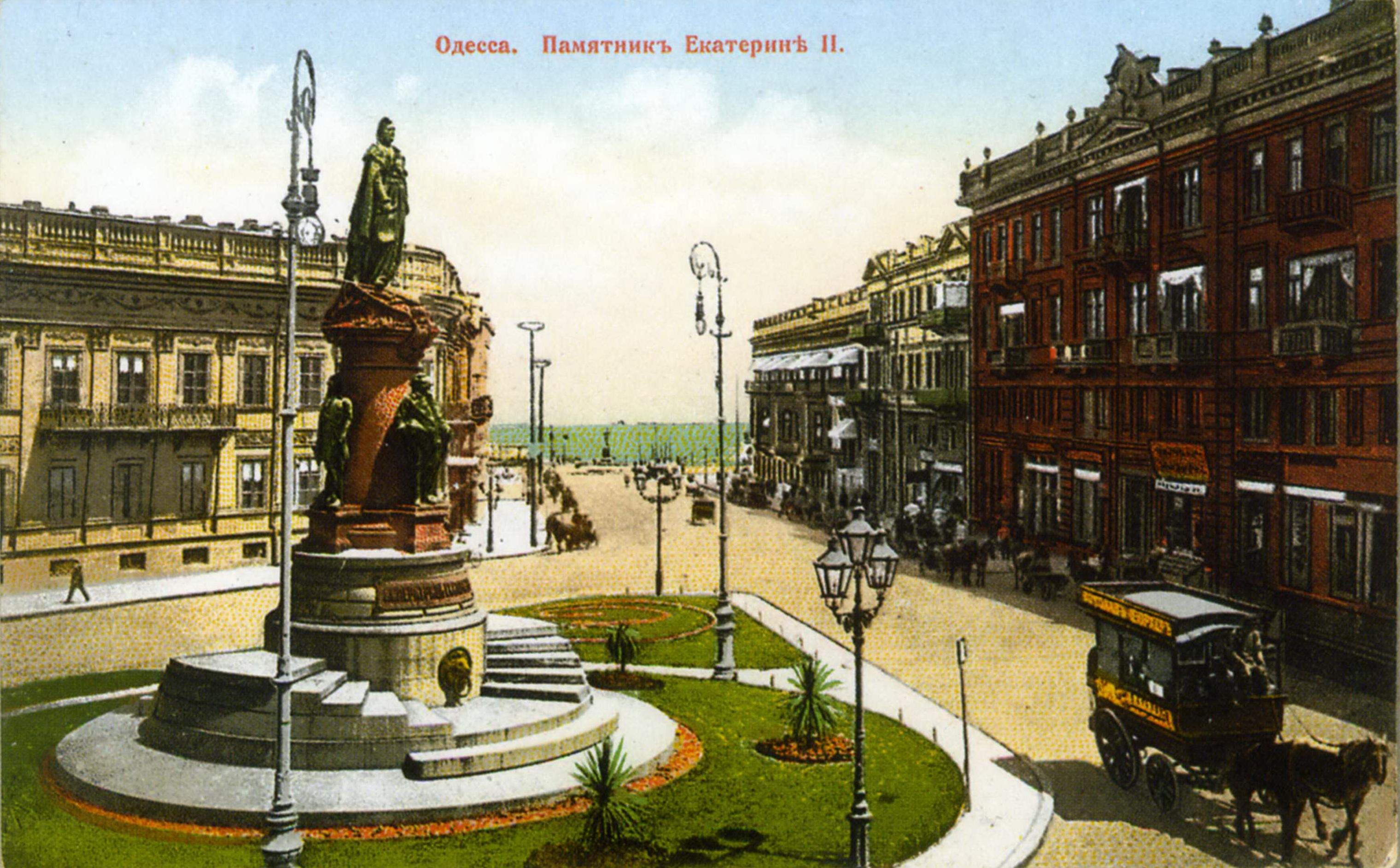
Originaldenkmal
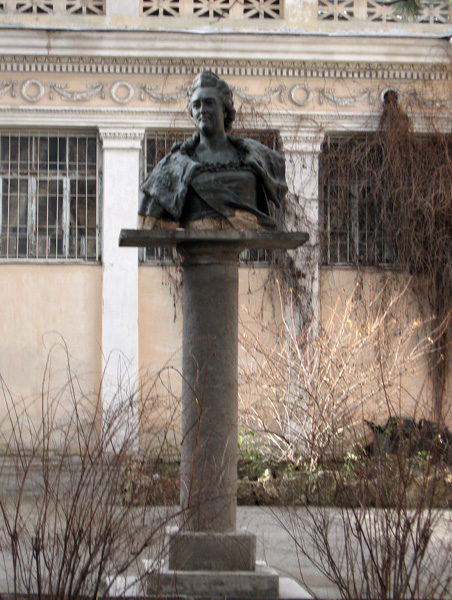
Katharina II. (Fragment des Originals)
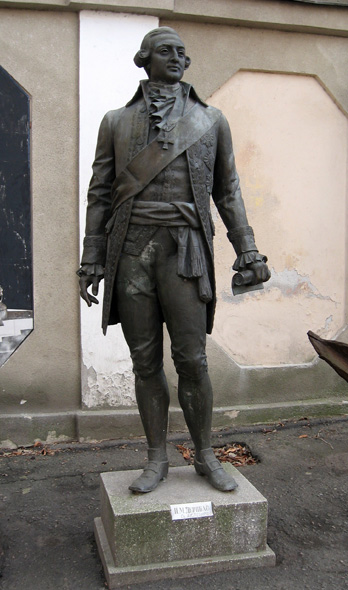
De Ribas (Original)
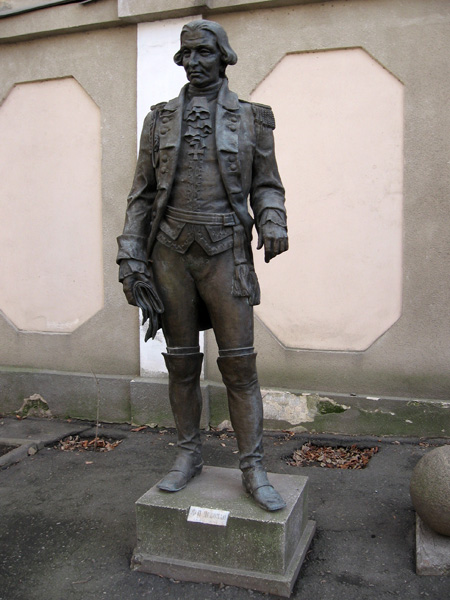
Sainte de Wollant (Original)
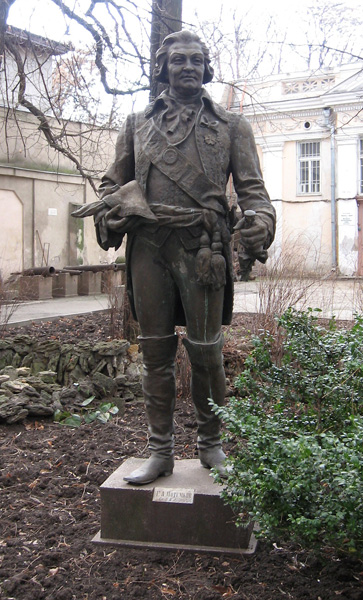
Potjomkin (Original)
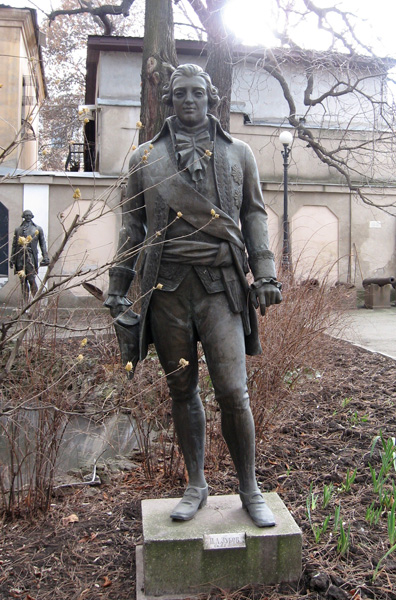
Subow (Original)
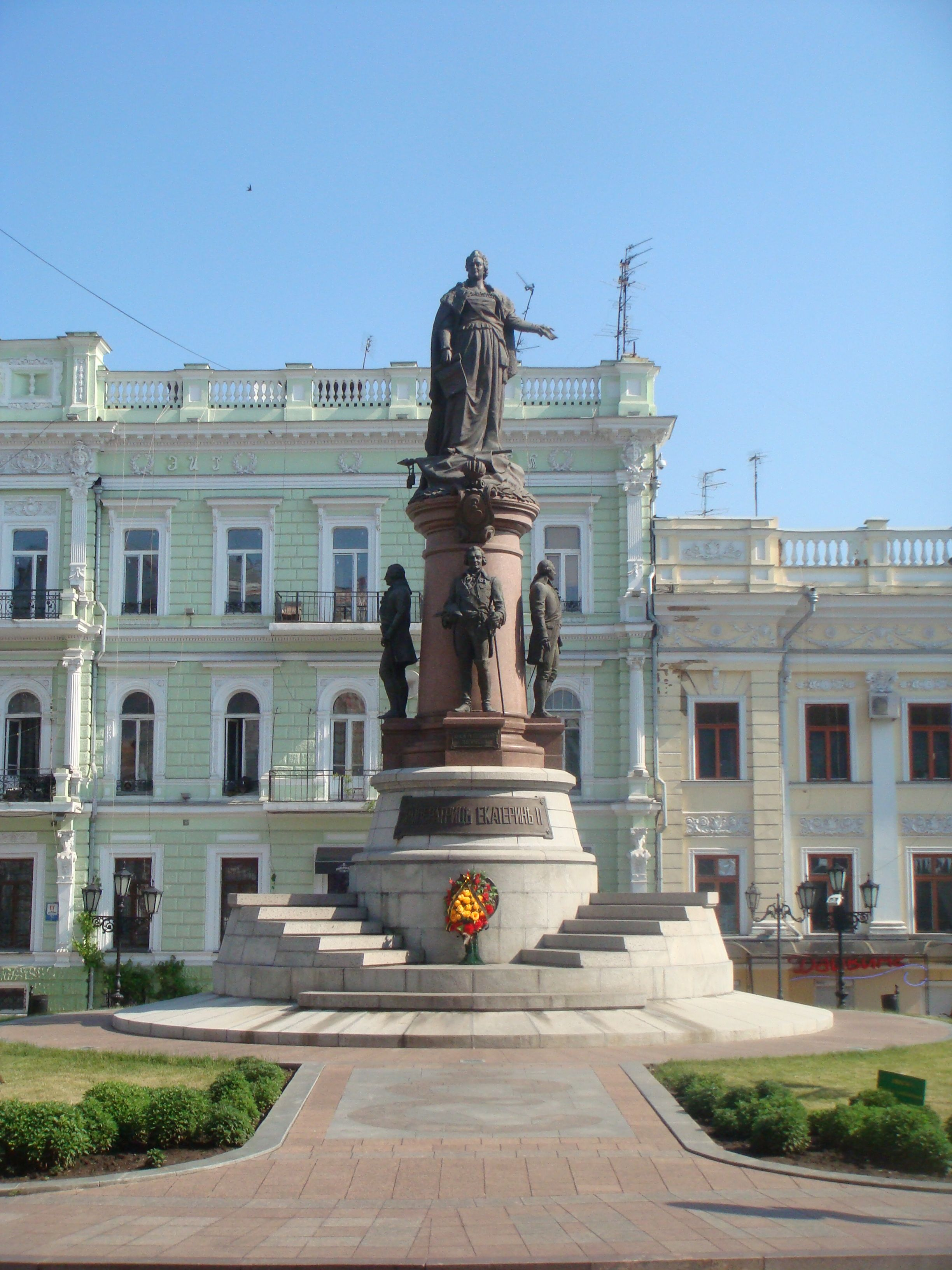
Restauriertes Denkmal